# Nepiodes multicarinata
Nepiodes multicarinata är en skalbaggsart som först beskrevs av Fuchs 1966.  Nepiodes multicarinata ingår i släktet Nepiodes och familjen långhorningar. Inga underarter finns listade i Catalogue of Life.